# Cypripedium
Die Gattung Frauenschuh (Cypripedium) (kʏpʀɪ'peːdɪʊm, auch tsʏ-) gehört zur Familie der Orchideen (Orchidaceae). Mit ihren etwa 50 Arten, kommt sie vor allem in den kühleren Regionen der nördlichen Hemisphäre, in Nordamerika, Afrika, Europa und Asien (hier vor allem in der Volksrepublik China) vor. Sie wachsen terrestrisch und sind teilweise sehr widerstandsfähig gegenüber Kälte. Der Großteil der Arten ist durch Zerstörung der Habitate bzw. illegale Wildentnahmen stark gefährdet.
Der botanische Name leitet sich vom griechischen Κύπρις Kypris = Aphrodite/Venus und τό πέδιλον pedilon = Schuh ab, da die Blütenform an einen Schuh erinnert und die Arten umgangssprachlich auch als Frauen- oder Venusschuhe bezeichnet werden. Die einzelnen Arten tragen zum Beispiel Namen wie Gelber Frauenschuh (Cypripedium calceolus) und Weißer Frauenschuh (Cypripedium candidum).

## Beschreibung
Diese Orchideen sind ausdauernde, krautige Pflanzen. Sie wachsen terrestrisch, die Sprosse entspringen einem kurzen Rhizom. Am Stängel befinden sich mehrere Niederblätter, darüber ein oder mehrere stängelumfassende, parallelnervige Laubblätter. Die Blätter sind lanzettlich, oval oder fächerförmig, meist einfarbig grün, bei einigen Arten mit rotbraunen Flecken. Viele Arten besitzen zumindest auf der Blattunterseite Haare, bei einigen sind diese drüsig. Der Blattrand kann bewimpert sein. Im Querschnitt des Blattes zeigt sich das Mesophyll kaum nach Ober- und Unterseite differenziert, auch Stomata sind meist auf beiden Blattseiten vorhanden.

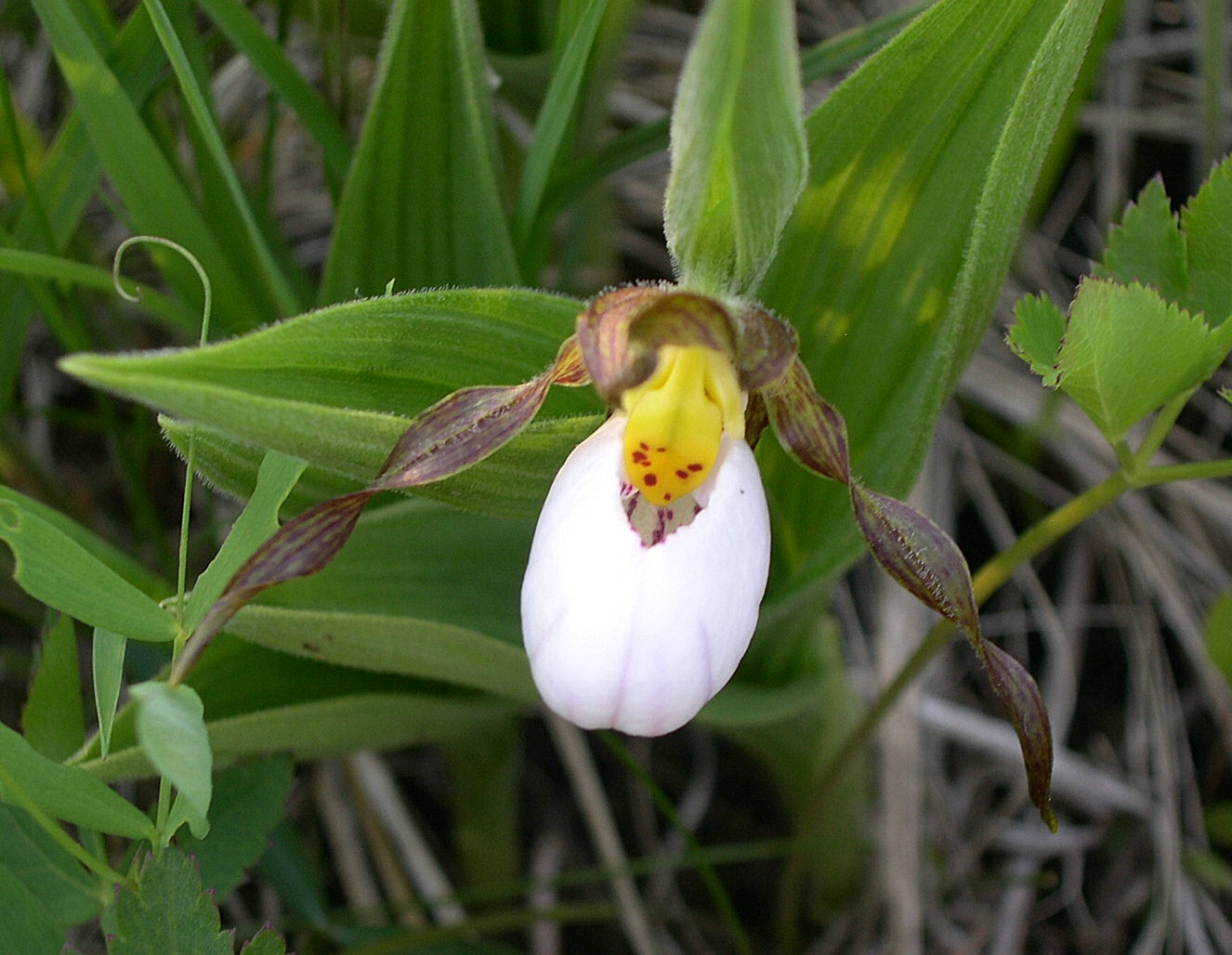
Sektion Cypripedium: Weißer Frauenschuh (Cypripedium candidum)

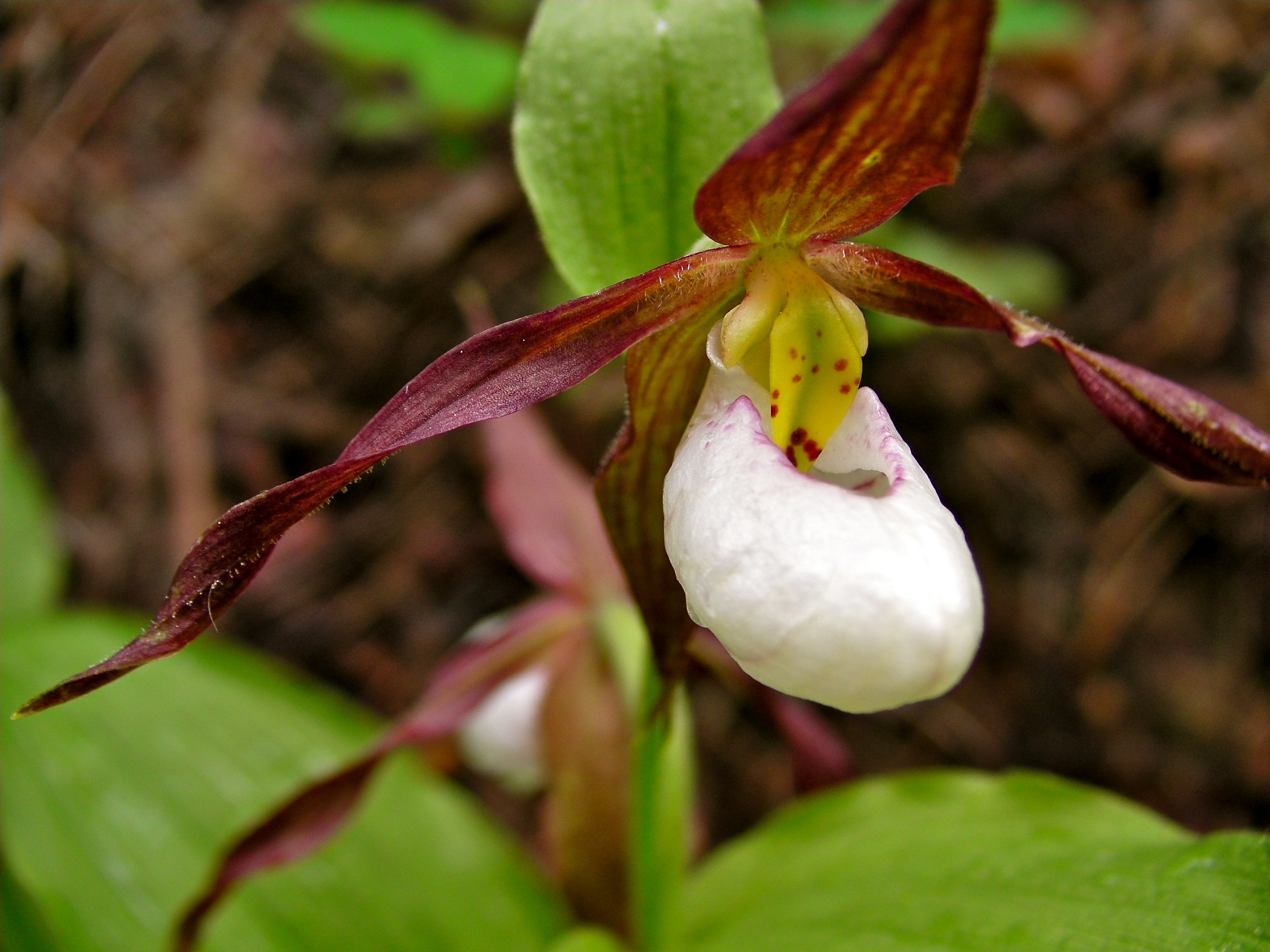
Sektion Cypripedium: Berg-Frauenschuh (Cypripedium montanum)

Sie haben traubige Blütenstände mit ein bis zwölf Blüten. Die Tragblätter sind auffallend groß und ähneln einem kleinen Laubblatt. Die Blütenstiele sind je nach Art sehr unterschiedlich lang, bei einigen werden sie nach der Bestäubung länger. Der Fruchtknoten ist einkammerig mit parietaler Plazentation. Die zwittrigen, zygomorphen Blüten sind dreizählig. Von den drei äußeren Blütenhüllblätter sind die zwei seitlichen zu einem Synsepal verwachsen (frei in der Sektion Criosanthes). Die seitlichen inneren Blütenblätter sind meist bewimpert. Die sehr große Lippe ist bauchig aufgeblasen. Zwei fruchtbare Staubblätter, ein unfruchtbares (Staminodium) und die Narbe bilden zusammen die Säule. Die Staubblätter stehen auf sehr kurzen Staubfäden. Der Pollen ist pudrig oder klebrig, er besteht aus einzelnen Pollenkörnern (Monaden), die eine längliche Keimöffnung aufweisen (monosulcat). Die Form des Staminodiums ist je nach Art unterschiedlich und wird häufig zur Abgrenzung der Arten genutzt. Die Narbe ist gestielt, dreilappig und papillös. Es werden Kapselfrüchte gebildet.
Die Chromosomenzahl beträgt meist 2n=20. Die Chromosomen sind recht groß. Einzelne Sektionen weisen eine unterschiedliche Verteilung von meta- und telozentrischen Chromosomen auf.

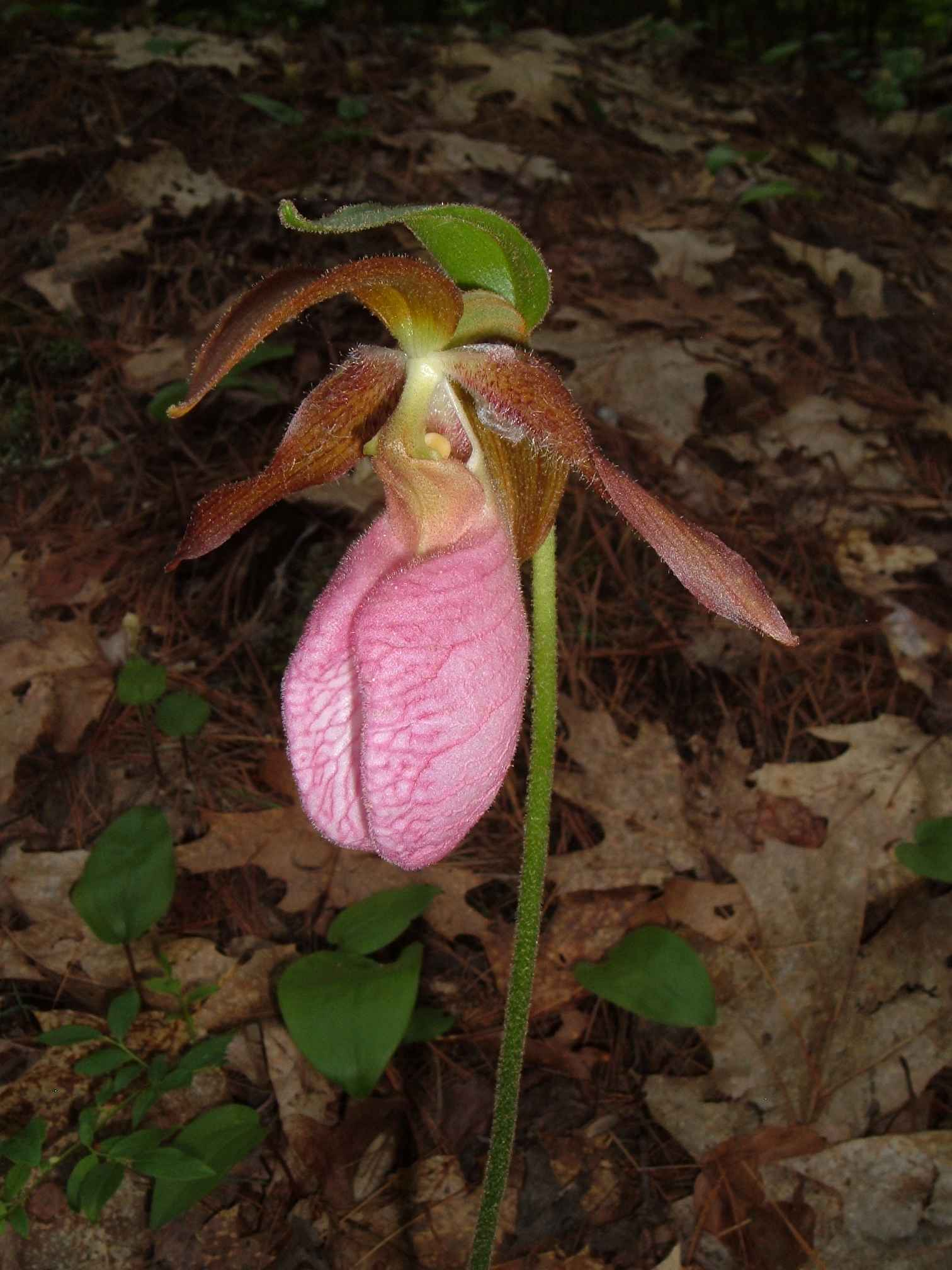
Sektion Acaulia: Stängelloser Frauenschuh
(Cypripedium acaule)

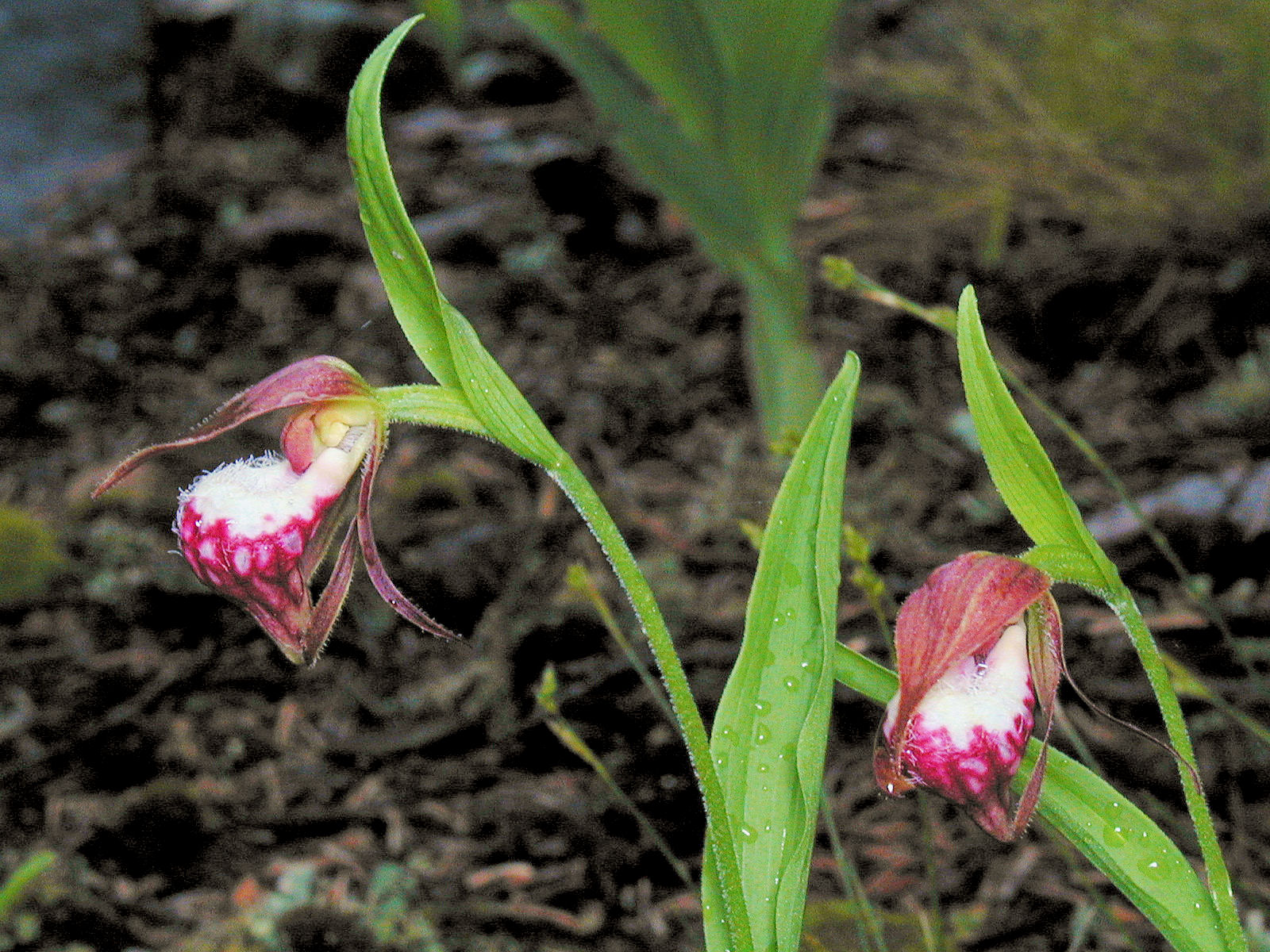
Sektion Arietina: Widder-Frauenschuh
(Cypripedium arietinum)

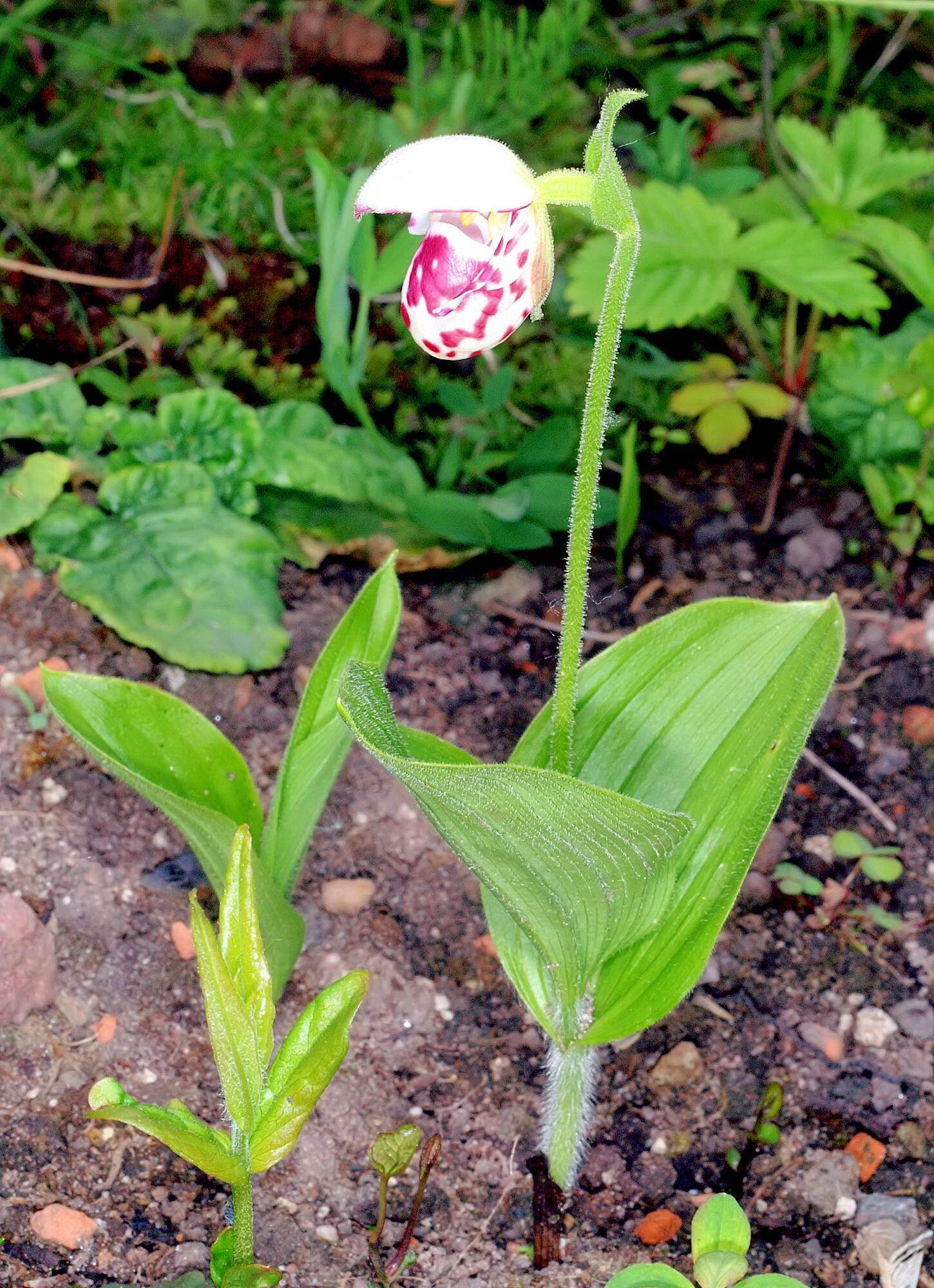
Sektion Bifolia: Gesprenkelter Frauenschuh (Cypripedium guttatum)

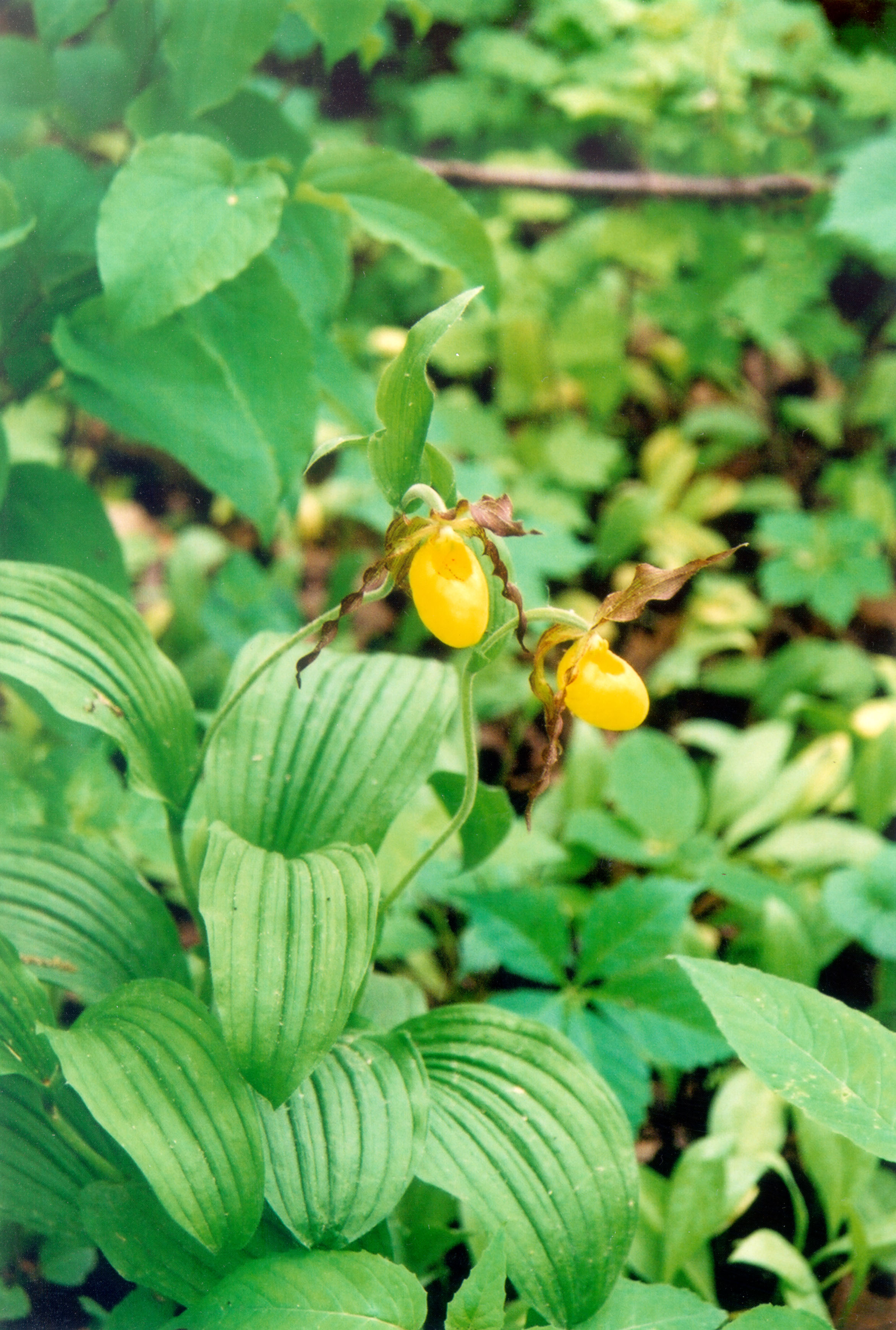
Sektion Cypripedium: Kleinblütiger Frauenschuh
(Cypripedium parviflorum)

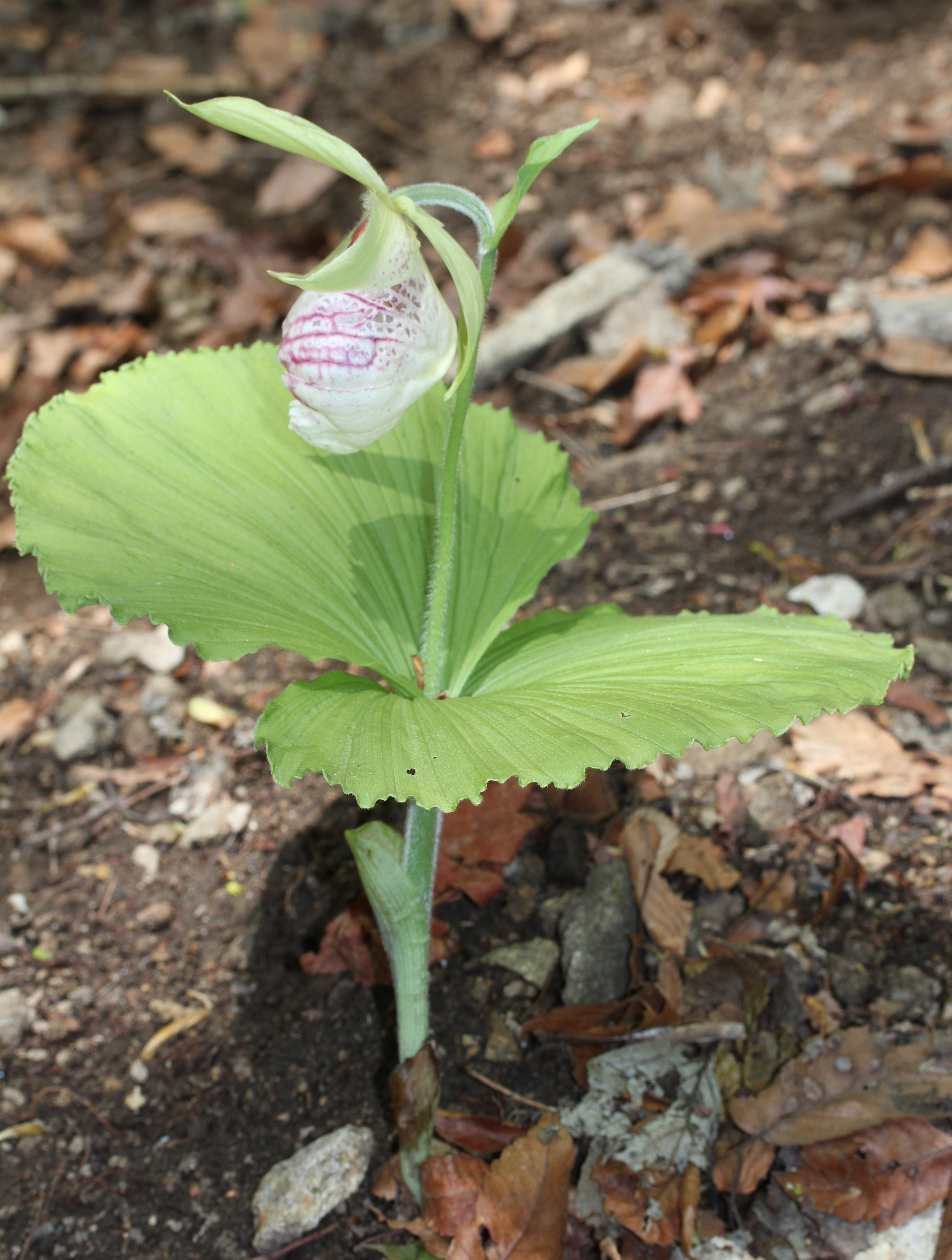
Sektion Flabellinervia: Fächerblättriger Frauenschuh (Cypripedium japonicum)

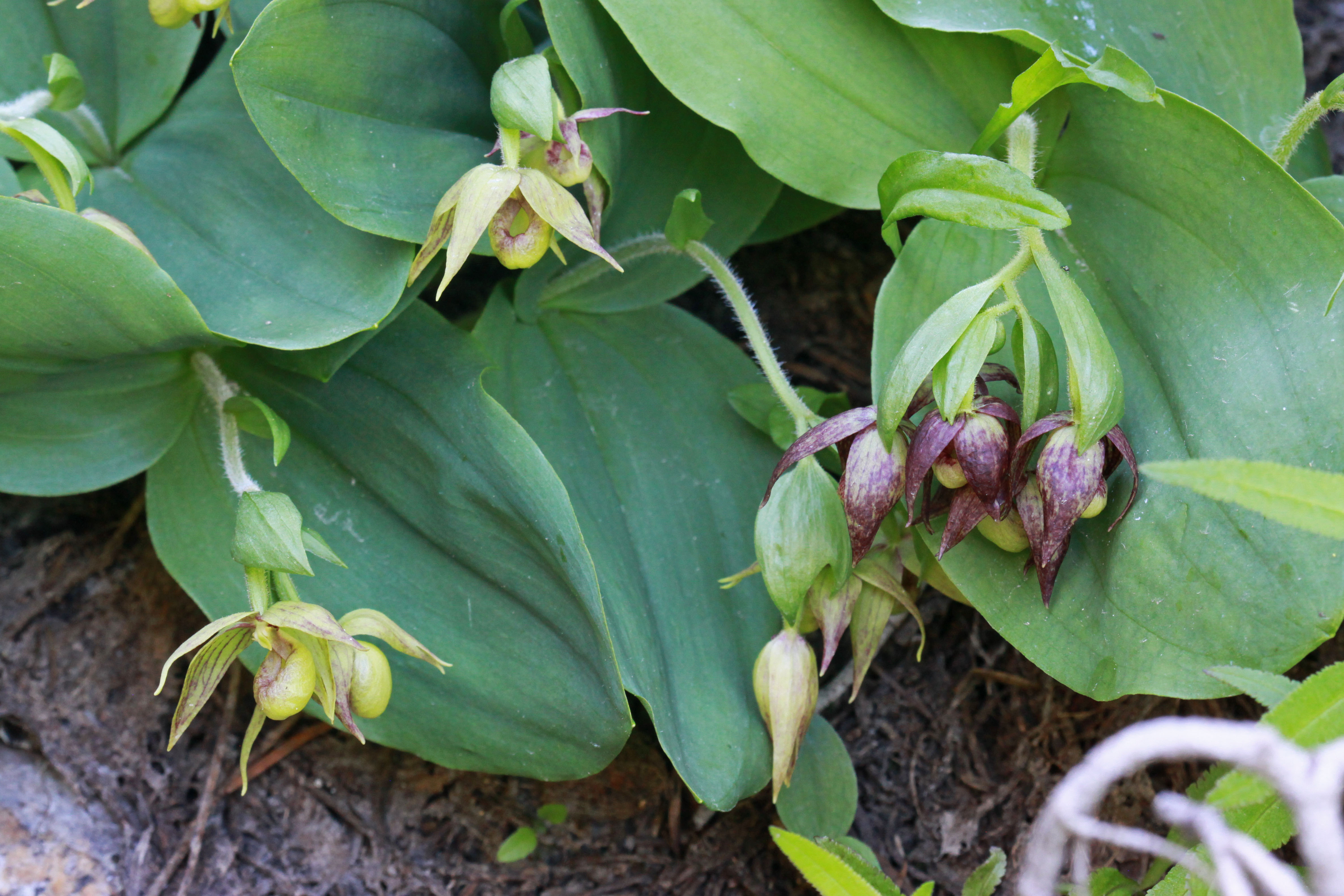
Sektion Eniantopedilum: Büschelblütiger Frauenschuh (Cypripedium fasciculatum)

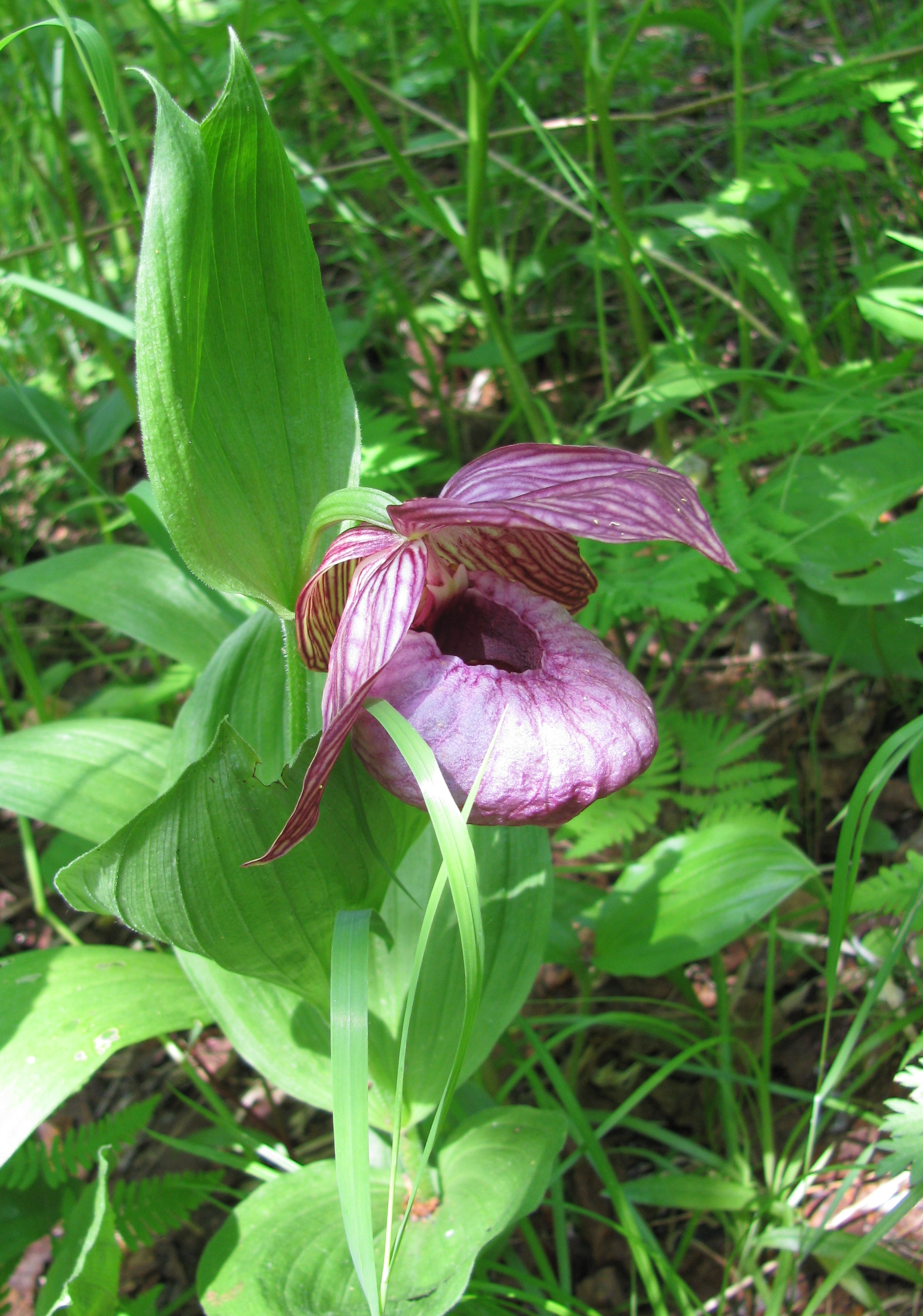
Sektion Macrantha: Großblütiger Frauenschuh (Cypripedium macranthos)

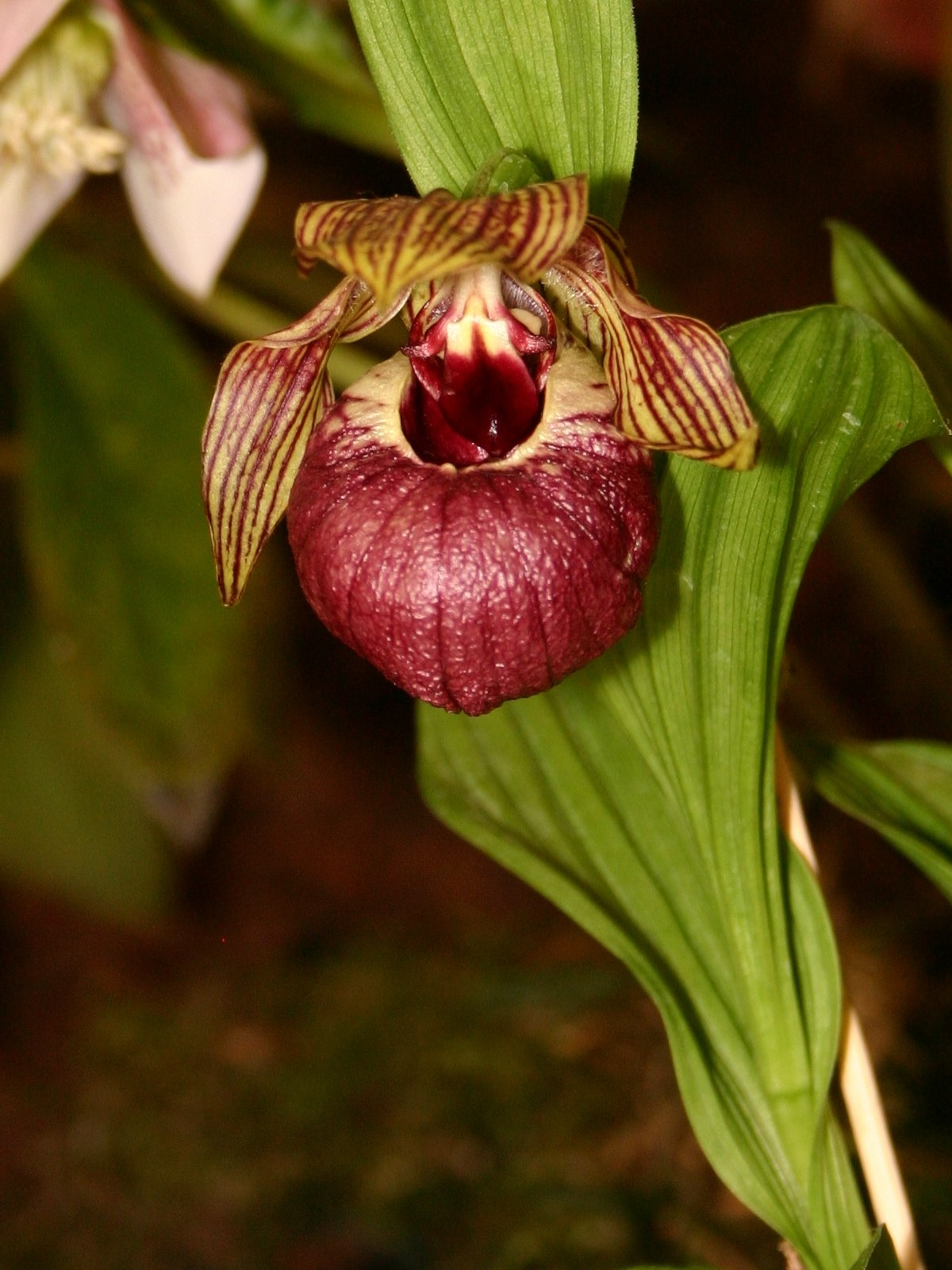
Sektion Macrantha: Tibet-Frauenschuh (Cypripedium tibeticum)

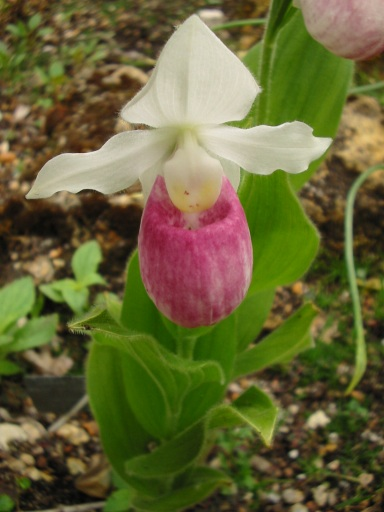
Sektion Obtusiflora: Königin-Frauenschuh (Cypripedium reginae)

## Inhaltsstoffe
Einige Arten der Gattung Cypripedium enthalten Inhaltsstoffe, die bei Berührung Hautirritationen auslösen können. Beim Kleinblütigen Frauenschuh und beim Königin-Frauenschuh befinden sich die auslösenden Stoffe in drüsigen Haaren an Stängeln und Blättern. Im Gelben Frauenschuh wurde ein hautreizendes Chinon gefunden, Cypripedin genannt, das wohl auch bei anderen Arten für diese Reaktion verantwortlich ist.
Als Blütenfarbstoffe wurden Anthocyane festgestellt. Von einigen Arten sind auch Duftstoffe bekannt, etwa Alloocimen beim Gelben Frauenschuh, Pyridin und Dimethylbutansäure beim Stängellosen Frauenschuh. Einigen Arten gemeinsam ist das Vorhandensein von Methylanisol.

## Verbreitung
Die Gattung kommt vor allem in der gemäßigten Zone der nördlichen Hemisphäre vor. Amerika wird im Norden bis in die Tundra besiedelt, im Süden reicht das Vorkommen Mexiko und Mittelamerika. In Europa kommen nur wenige Arten vor, in Ostasien ist die Artenvielfalt am größten.

## Taxonomie und Systematik
Dei Gattung Cypripedium wurde 1753 von Carl von Linné in Species Plantarum Band 2, Seite 951 beschrieben. Typusart dieser Gattung ist Cypripedium calceolus. Ursprünglich gehörten alle Frauenschuh-Arten zu dieser Gattung. Nach und nach wurden jedoch verschiedene Gattungen innerhalb der Unterfamilie Cypripedioideae etabliert. Dabei stellen sich die Verwandtschaftsverhältnisse wie folgt dar:
|  | Paphiopedilum                                                |
|  |                                                              |
|  | \| \| Phragmipedium \| \| \| \| \| \| Mexipedium \| \| \| \| |
|  |                                                              |
|  | Phragmipedium                                                |
|  |                                                              |
|  | Mexipedium                                                   |
|  |                                                              |

|  | Phragmipedium |
|  |               |
|  | Mexipedium    |
|  |               |

|  | Paphiopedilum                                                |
|  |                                                              |
|  | \| \| Phragmipedium \| \| \| \| \| \| Mexipedium \| \| \| \| |
|  |                                                              |
|  | Phragmipedium                                                |
|  |                                                              |
|  | Mexipedium                                                   |
|  |                                                              |

|  | Phragmipedium |
|  |               |
|  | Mexipedium    |
|  |               |

|  | Paphiopedilum                                                |
|  |                                                              |
|  | \| \| Phragmipedium \| \| \| \| \| \| Mexipedium \| \| \| \| |
|  |                                                              |
|  | Phragmipedium                                                |
|  |                                                              |
|  | Mexipedium                                                   |
|  |                                                              |

|  | Phragmipedium |
|  |               |
|  | Mexipedium    |
|  |               |

|  | Paphiopedilum                                                |
|  |                                                              |
|  | \| \| Phragmipedium \| \| \| \| \| \| Mexipedium \| \| \| \| |
|  |                                                              |
|  | Phragmipedium                                                |
|  |                                                              |
|  | Mexipedium                                                   |
|  |                                                              |

|  | Phragmipedium |
|  |               |
|  | Mexipedium    |
|  |               |

Die folgende Aufstellung der Cypripedien-Arten richtet sich nach der World Checklist of Selected Plant Families und der Monographie von Eccarius (2009). Die mit einem Stern (*) gekennzeichneten Arten werden von Eccarius als Unterarten oder Varietäten behandelt.

### UntergattungCypripediumsubgen.Cypripedium
- Cypripedium Sektion Acaulia (Brieger) Hennessy
  - Stängelloser Frauenschuh (Cypripedium acaule Aiton)

- Cypripedium Sektion Arietina 
  - Widder-Frauenschuh (Cypripedium arietinum R. Br.)
  - Cypripedium plectrochilum Franch.: Sie kommt vom südöstlichen Tibet bis zum nördlichen Myanmar und zum südlichen und zentralen China vor.[2]

- Cypripedium Sektion Bifolia (Lindl.) S.C.Chen
  - Gesprenkelter Frauenschuh (Cypripedium guttatum Sw.)
  - Yatabe-Frauenschuh (Cypripedium yatabeanum Makino) *

- Cypripedium Sektion Cypripedium
  - Gelber Frauenschuh (Cypripedium calceolus L.)
  - Weißer Frauenschuh (Cypripedium candidum Muhl. ex Willd.)
  - Herztragender Frauenschuh (Cypripedium cordigerum D. Don)
  - Cypripedium farreri W.W. Sm.: Sie kommt im südlichen und zentralen China vor.[2]
  - Gebänderter Frauenschuh (Cypripedium fasciolatum Franch.)
  - Henry-Frauenschuh (Cypripedium henryi Rolfe)
  - Cypripedium kentuckiense C.F. Reed, kommt nur in den USA vor.
  - Berg-Frauenschuh (Cypripedium montanum Douglas ex Lindl.)
  - Cypripedium parviflorum Salisb.: Sie kommt vom subarktischen Amerika bis zu den Vereinigten Staaten vor.[2] Mit den Varietäten:
    - Cypripedium parviflorum var. exiliens Sheviak: Sie kommt in Alaska vor.[2]
    - Cypripedium parviflorum var. makasin (Farw.) Sheviak: Sie kommt vom subarktischen Nordamerika bis in die nördlichen Vereinigten Staaten und ins nordöstliche Kalifornien vor.[2]
    - Kleinblütiger Frauenschuh (Cypripedium parviflorum var. parviflorum), kommt nur in Kanada und in den USA vor. Sie kommt nur in den USA vor.[2]
    - Behaarter Frauenschuh (Cypripedium parviflorum var. pubescens (Willd.) O.W. Knight): Sie kommt vom subarktischen Nordamerika bis zu den Vereinigten Staaten vor.[2]

  - Cypripedium segawae Masam., kommt nur in Taiwan vor.[2]
  - Cypripedium shanxiense S.C. Chen: Sie kommt von China bis Sachalin und dem nördlichen Japan vor.[2]

- Cypripedium Sektion Eniantopedilum Pfitzer
  - Büschelblütiger Frauenschuh (Cypripedium fasciculatum Kellogg ex S. Watson)

- Cypripedium Sektion Flabellinervia (Pfitzer) Hennessy
  - Taiwan-Frauenschuh (Cypripedium formosanum Hayata)
  - Fächerblättriger Frauenschuh (Cypripedium japonicum Thunb.)

- Cypripedium Sektion Macrantha (Kraenzl.) Eccarius
  - Cypripedium calcicola Schltr.*  Sie kommt im westlichen Sichuan und im nordwestlichen Yunnan vor.[2]
  - Cypripedium franchetii Rolfe  Sie kommt im zentralen China vor.[2]
  - Himalaja-Frauenschuh (Cypripedium himalaicum Rolfe)
  - Cypripedium ludlowii P.J. Cribb *  Sie kommt im südöstlichen Tibet vor.[2]
  - Großblütiger Frauenschuh (Cypripedium macranthos Sw.)
  - Cypripedium taibaiense G.H. Zhu & S.C. Chen: Sie kommt in der chinesischen Provinz Shaanxi vor.[2]
  - Tibet-Frauenschuh (Cypripedium tibeticum King ex Rolfe)
  - Yünnan-Frauenschuh (Cypripedium yunnanense Franch.)

- Cypripedium Sektion Retinervia (Pfitzer) S.C. Chen
  - Schwächlicher Frauenschuh (Cypripedium debile Rchb. f.)
  - Zierlicher Frauenschuh (Cypripedium elegans Rchb. f.): Er kommt vom östlichen Nepal bis zum nordwestlichen Yunnan vor.[2]
  - Cypripedium palangshanense Tang & F.T. Wang: Sie kommt in der chinesischen Provinz Sichuan und der Stadt Chongqing vor.[2]

- Cypripedium Sektion Sinopedilum Perner
  - Cypripedium bardolphianum W.W. Sm. & Farrer *  Sie kommt vom südöstlichen Tibet bis zu den chinesischen Provinzen Sichuan und Gansu vor.[2]
  - Cypripedium forrestii P.J. Cribb *  Sie kommt im nordwestlichen Yunnan vor.[2]
  - Cypripedium micranthum Franch.: Sie kommt in der chinesischen Provinz Sichuan und der Stadt Chongqing vor.[2]

- Cypripedium Sektion Trigonopedia
  - Cypripedium daweishanense (S.C. Chen & Z.J. Liu) S.C. Chen & Z.J. Liu: Sie kommt im südöstlichen Yunnan vor.[2]
  - Cypripedium fargesii Franch. * Sie kommt im südlichen und zentralen China vor.[2]
  - Cypripedium lentiginosum P.J. Cribb & S.C. Chen * Sie kommt im südöstlichen Yunnan vor.[2]
  - Cypripedium lichiangense S.C. Chen & P.J. Cribb * Sie kommt vom nordwestlichen Yunnan und vom südwestlichen Sichuan bis ins nördliche Myanmar vor.[2]
  - Cypripedium malipoense S.C. Chen & Z.J. Liu: Die 2004 erstbeschriebene Art kommt im südöstlichen Yunnan vor.[2]
  - Cypripedium margaritaceum Franch., kommt nur in China (Yunnan, Sichuan) vor.[2]
  - Cypripedium sichuanense Perner * Sie kommt im nördlichen und zentralen Sichuan vor.[2]
  - Cypripedium wumengense S.C. Chen: Sie kommt im nordöstlichen Yunnan vor.[2]

### UntergattungCypripediumsubgen.IrapeanaEccarius
- Cypripedium Sektion Irapeana P.J. Cribb
  - Cypripedium californicum A. Gray, kommt nur in den USA (Oregon, Kalifornien) vor.
  - Cypripedium dickinsonianum Hágsater: Sie kommt vom südlichen mexikanischen Bundesstaat Chiapas bis Guatemala vor.[2]
  - Cypripedium irapeanum Lex.: Sie kommt von Mexiko bis Honduras vor.[2]
  - Cypripedium molle Lindl. * : Sie kommt in den mexikanischen Bundesstaaten Puebla und Oaxaca vor.[2]

- Cypripedium Sektion Obtusiflora (Kraenzl.) Eccarius
  - Cypripedium flavum P.F. Hunt & Summerh., kommt nur in China und in Tibet vor.[2]
  - Sperlingsei-Frauenschuh (Cypripedium passerinum Richardson)
  - Königin-Frauenschuh (Cypripedium reginae Walter)

- Cypripedium Sektion Subtropica S.C.Chen & K.Y.Lang
  - Cypripedium singchii Z.J. Liu & L.J. Chen: Die 2009 erstbeschriebene Art kommt in der chinesischen Provinz Yunnan vor.[2]
  - Cypripedium subtropicum S.C. Chen & K.Y. Lang: Sie kommt vom südöstlichen Tibet bis zum südlichen Yunnan und zum nördlichen Vietnam vor.[2]
  - Cypripedium wardii Rolfe: Sie kommt vom südöstlichen Tibet bis zum westlichen Sichuan und zum nordwestlichen Yunnan vor.[2]

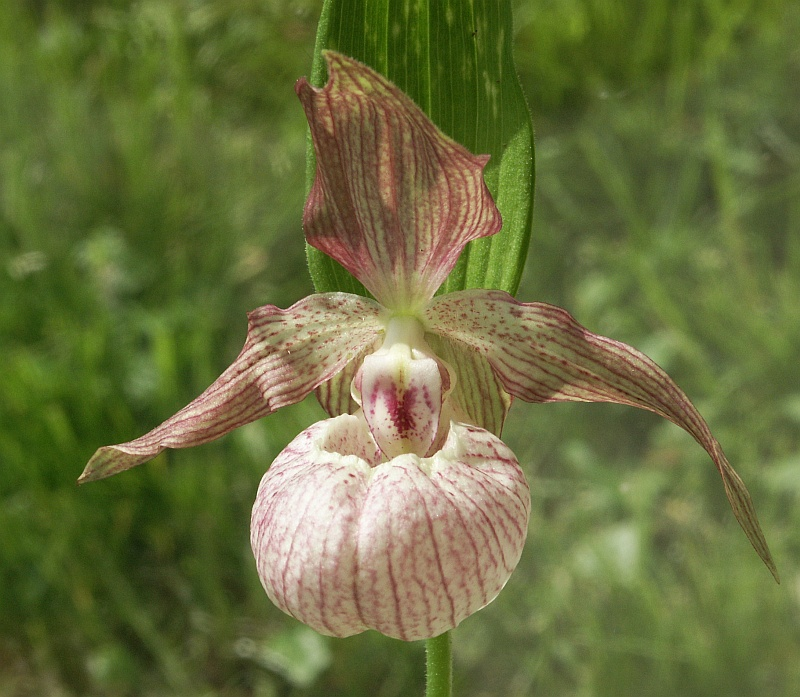
Cypripedium ×ventricosum

Folgende Naturhybriden sind bekannt:
- Cypripedium ×alaskanum P.M. Br. (Cypripedium guttatum × Cypripedium yatabeanum)
- Cypripedium ×andrewsii Fuller (Cypripedium candidum × Cypripedium parviflorum)
- Cypripedium ×catherinae Aver. (Cypripedium macranthos × Cypripedium shanxiense)
- Cypripedium ×columbianum Sheviak (Cypripedium montanum × Cypripedium parviflorum var. pubescens)
- Cypripedium ×herae Ewacha & Sheviak (Cypripedium parviflorum var. pubescens × Cypripedium reginae)
- Cypripedium ×ventricosum Sw. (Cypripedium calceolus × Cypripedium macranthos)
- Cypripedium ×wenqingiae Perner (Cypripedium farreri × Cypripedium tibeticum)